# Фридрих II (маркграф Мейсена)
Фридрих II Серьёзный (нем. Friedrich II. der Ernsthafte; 30 ноября 1310, Гота — 18 ноября 1349, замок Вартбург) — маркграф Мейсена и ландграф Тюрингии с 1323 года. Сын Фридриха I.

## Биография
Вёл продолжительную борьбу со своими вассалами и соседями, графами Веймарским и Шварцбургским, и одержал верх над ними в так называемой Графской войне (1342—1345). В 1338 году он обнародовал земский мир для всей Тюрингии.
После смерти императора Людовика Баварского в 1347 году Фридриху была предложена германская корона, но он отказался в пользу Карла IV, с которым заключил союз.

## Брак и дети
Был женат на Мехтильде (Матильде) Верхнебаварской (1309/1313 — 2 июля 1346), дочери императора Священной Римской империи Людвига Баварского. В этом браке были рождены:
- Елизавета (22 ноября 1329 — 21 апреля 1375); замужем за Фридрихом V, бургграфом Нюрнберга
- Фридрих (род. и ум. 6 декабря 1330)
- Фридрих III Строгий (14 октября 1332 — 25 мая 1381), маркграф Мейсенский и ландграф Тюрингский
- Балтазар (21 декабря 1336 — 18 мая 1406), маркграф Мейсенский в 1349—1382 и ландграф Тюрингский с 1349 года
- Беатриса (1 сентября 1339 — 25 июля 1399); замужем за Бернгардом IV Анхальт-Бернбургским, потом монахиня в Вайсенфельсе, с 1365 — аббатиса в Зайслице
- Людвиг (25 февраля 1341 — 17 февраля 1382), епископ Гальберштадтский в 1357—1360, епископ Бамбергский с 1366, архиепископ Майнцский в 1373—1381 и Магдебургский с 1381 года
- Вильгельм I Одноглазый (19 декабря 1343 — 9 февраля 1407), маркграф Мейсенский с 1382 года
- Анна (7 августа 1345 — 22 марта 1363), монахиня в Зайслице
- Клара (род. и ум. 7 августа 1345)